# Zbyněk Petrs
Zbislav Peters, Zbyslav Peters, dle jiných zdrojů Zbyněk Zbislav Petrs (1908 Ostrava–1981 New York) byl československý hráč ledního hokeje.

## Reprezentační statistiky
| Rok  | Tým            | Událost | Z | G | A | B | TM |
| ---- | -------------- | ------- | - | - | - | - | -- |
| 1932 | Československo | ME      | — | — | — | — | —  |
| 1933 | Československo | MS      | — | — | — | — | —  |
| 1934 | Československo | MS      | — | — | — | — | —  |
| 1935 | Československo | MS      | — | — | — | — | —  |